# Mysletice
Mysletice település Csehországban, a Jihlavai járásban. Mysletice Olší, Dačice, Volfířov, Borovná, Zadní Vydří és Kostelní Myslová településekkel határos. Lakosainak száma 132 fő (2024. január 1.).

## Népesség
A település lakosságának változását az alábbi diagram mutatja:
| Lakosok száma | 183  | 177  | 183  | 122  | 149  | 122  | 119  | 126  | 118  | 132  |
|               | 1869 | 1900 | 1921 | 1961 | 1980 | 2011 | 2016 | 2019 | 2021 | 2024 |